# Двор-Гомель
Двор-Гомель (бел. Дво́р Го́мель) — деревня в Полоцком районе Витебской области Белоруссии. В составе Гомельского сельсовета.

## География
Деревня расположена в 22 км на юг от Полоцка и в 120 км на запад от Витебска.
Проходит автомобильная трасса Р46 и дорога Н3208.

### Гидрография
Расположена между озёрами Гомель, Суя и Щаты.

## История
В 1906 году в Туровлянской волости Полоцкого уезда Витебской губернии.

## Население

### Численность
- 2009 год — 50 жителей

### Динамика
- 2009 год — 50 жителей (перепись населения)[2]

## Достопримечательность
- Усадьба Орлицких (XIX век): фрагменты. Одноэтажный деревянный дом.
- Селище, в 0,5 км на северо-запад от деревни. Археологический памятник.